# Рощино (станция)
Ро́щино — товарно-пассажирская станция Выборгского направления Октябрьской железной дороги. Расположена между платформами Ушково и Мухинское болото (63-й километр), в одноимённом посёлке городского типа. Имеет 6 путей, старый вокзал финской постройки и железнодорожный переезд со стороны южной горловины станции. Есть также 7-й, частично электрифицированный подъездной путь к промышленному предприятию. Электрифицирована в 1954 году в составе участка Ушково — Рощино. Реконструирована в 2000-х годах. Для некоторых электропоездов, следующих из Санкт-Петербурга, станция является конечной.
30 мая 2018 года после реконструкции был открыт железнодорожный вокзал, тогда же на станции появились турникеты.

## Фотографии

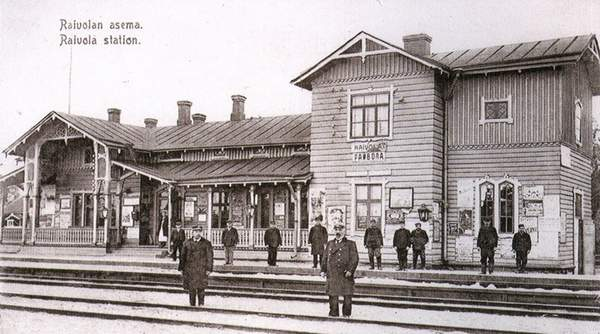
Фото начала XX века
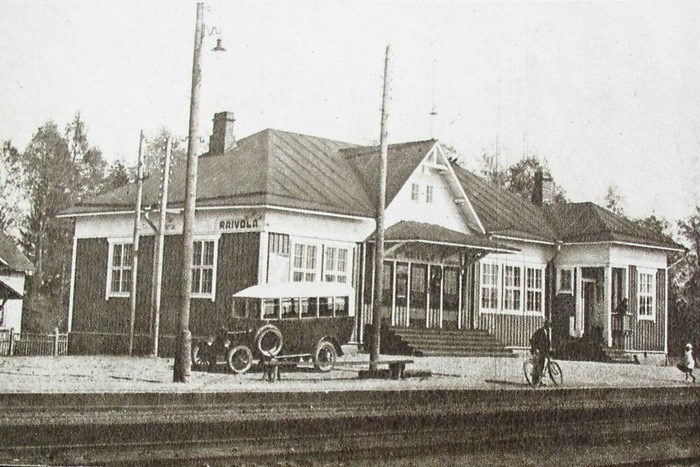
Фото 1930-х гг.
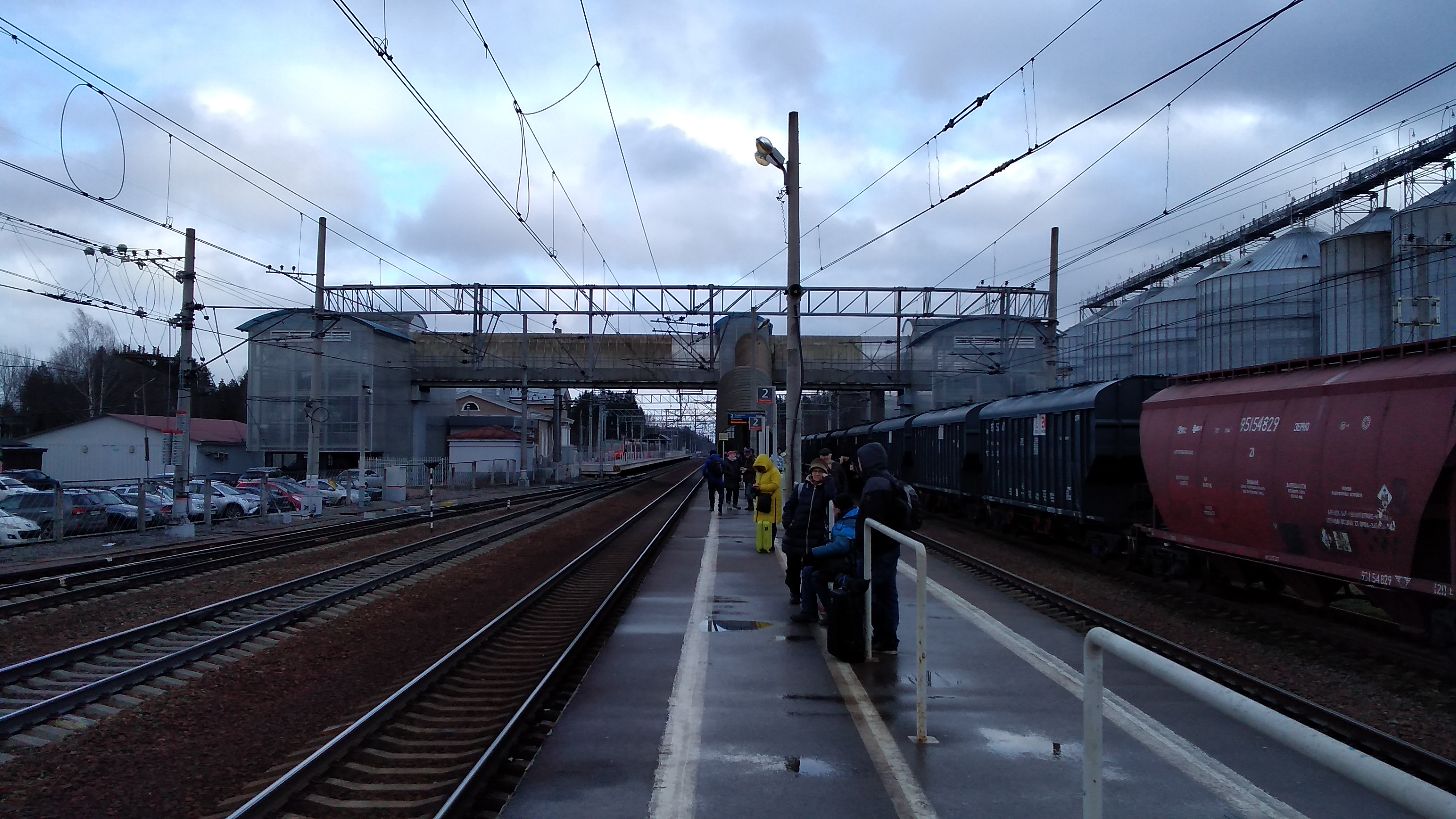
Фото 2020 г.